# Ligue aryenne
La Ligue aryenne (de son nom complet Ligue aryenne nationale-socialiste) est un parti politique néo-nazi iranien. Elle a été fondée par d'anciens membres du Parti pan-iraniste d'Iran qui ont quitté ce groupe en raison de leurs convictions racistes.